# 맥심 인터그레이티드
맥심 인터그레이티드(Maxim Integrated)는 아날로그 디바이스의 자회사로, 자동차, 산업, 통신, 소비자 및 컴퓨팅 시장을 위한 아날로그 및 혼합 신호 집적 회로를 설계, 제조 및 판매한다. 맥심의 제품 포트폴리오에는 전원 및 배터리 관리 IC, 센서, 아날로그 IC, 인터페이스 IC, 통신 솔루션, 디지털 IC, 내장형 보안 및 마이크로컨트롤러가 포함된다. 이 회사는 캘리포니아주 산호세에 본사를 두고 있으며 전 세계적으로 디자인 센터, 제조 시설 및 영업 사무소를 두고 있다.